# Bolitoglossa equatoriana
Bolitoglossa equatoriana är en groddjursart som beskrevs av Arden H. Brame, Jr. och David Burton Wake 1972. Bolitoglossa equatoriana ingår i släktet Bolitoglossa och familjen lunglösa salamandrar. IUCN kategoriserar arten globalt som livskraftig. Inga underarter finns listade.